# Mauricio Leandrino da Silva Filho
Mauricio Leandrino da Silva Filho (Recife, 3 de juny de 1975) és un futbolista brasiler, que ocupa la posició de davanter.
Al llarg de la seua carrera, Mauricio ha passat per equips com l'Sport Recife, l'ABC-RN o el Parnahyba. Entre 1997 i 2001 va jugar amb la SD Compostela, que militava entre la Primera i la Segona Divisió. Destaquen sobretot els nou gols de la temporada 98/99, en 25 partits (al voltant de la meitat com a suplent).